# 27492 Susanduncan
27492 Susanduncan è un asteroide della fascia principale. Scoperto nel 2000, presenta un'orbita caratterizzata da un semiasse maggiore pari a 2,5316623 UA e da un'eccentricità di 0,0939856, inclinata di 3,11085° rispetto all'eclittica.